# Capusa chionopleura
Capusa chionopleura là một loài bướm đêm trong họ Geometridae.